# Cratere Donelaitis
Donelaitis  è un cratere sulla superficie di Mercurio.